# جرترود دان
جرترود دان (بالإنجليزية: Gertrude Dunn)‏ هي لاعب كرة قاعدة أمريكية، ولدت في 30 سبتمبر 1933 في شارون هيل في الولايات المتحدة، وتوفيت في 29 سبتمبر 2004 في أفونديل في الولايات المتحدة.